# フーセンのドラ太郎
『フーセンのドラ太郎』（フーセンのドラたろう）は、1981年4月11日から8月1日まで、フジテレビ系列で毎週土曜19:30 - 20:00（JST）に全13話が放送された、日本アニメーション制作のテレビアニメ。

## 概要
松竹の看板映画シリーズ『男はつらいよ』のアニメ版という触れこみで、同作品のキャラクターをネコとネズミに置き換える形で企画された作品である。まず森やすじの手によるネコとネズミのキャラクターが先行して存在し、そのキャラクターを使ってアニメ化企画が進められた。その過程で、ネコの人物設定が『男はつらいよ』に登場する車寅次郎に似て来たことから、同作品の監督である山田洋次に相談の上、『男はつらいよ』のアニメ版として認められたという経緯を持つ。
主役であるドラ太郎役の選考に当たっては、オーディションで最終選考に残った3人のベテラン声優の年齢が高いということで難航した末に、主題歌を歌うことになっていたなぎらけんいちに白羽の矢が立った。
『週刊明星』1981年3月26日号で記事になるなどしたが、視聴率では苦戦を強いられ、2クール半ばにて打ち切りとなった。

## キャスト
- ドラ太郎 - なぎらけんいち
- さくら - 渡辺恵美子
- 忠造 - 槐柳二
- フミ - 片岡富枝
- 駐在 - 及川ヒロオ
- 駒吉 - 辻しげる
- メイコ - 向井真理子
- 頑固先生 - 矢田耕司
- イシ - 中野聖子
- 絹代 - 中西妙子
- 春子 - 玉川砂記子

## スタッフ
- 原作・監修：山田洋次
- 製作：本橋浩一
- 製作管理：高桑充
- 企画：佐藤昭司
- プロデューサー：中島順三、田村学
- 監督：楠葉宏三
- 美術監督：阿部泰三郎
- キャラクターデザイン：森やすじ
- 絵コンテ：黒川文男、日下部光雄、杉山卓、池野文雄、楠葉宏三
- 原画：小川隆雄、古佐小吉重、朝戸澄子、広瀬和子、大坂竹志、小林左希子、関三恵子、高橋奈緒美、竹内留吉、向中野義雄、山田道代、後藤真砂子、石井文子、若山佳幸、才田俊次、後藤紀子、富沢洋子
- 動画：平田智浩、武藤稔、樋川京子、横山砂登美、大塚修、古田詔治、新木寿子、前田順子、高橋奈緒美、他
- 美術補佐：藤田勉、松宮正純、他
- 背景：高野正道、沼井信朗、矢島みよ子、角井操、金田順子、大久保みさお、他
- 色指定・セル検査：保田道世
- 彩色：スタジオ・キリー
- 撮影監督：森田俊昭
- 編集：割田益男、瀬山武司、上遠野英俊
- 音楽：千代正行
- 録音監督：本田保則
- 音響効果：松田昭彦 (フィズサウンド)
- 調整：田中英行
- 録音：太平スタジオ
- 現像：東洋現像所
- タイトル：道川昭
- 演出助手：花井信也、斎藤次郎
- 制作デスク：内山秀二
- 制作進行：余語昭夫、笠原義宏、尾方正行、小滝雅美
- 録音制作：音響映像システム
- 制作：日本アニメーション、フジテレビ

## 主題歌・挿入歌
オープニングテーマ - 『フーセンのドラ太郎』
作詞・作曲 - みなみらんぼう / 編曲 - 千代正行 / 歌 - なぎらけんいち
エンディングテーマ - 『花いちもんめ』
作詞・作曲 - みなみらんぼう / 編曲 - 千代正行 / 歌 - なぎらけんいち
挿入歌
『憧れは南風』
作詞 - みなみらんぼう / 作曲・編曲 - 千代正行 / 歌 - なぎらけんいち
『ドラ太郎音頭』
作詞 - みなみらんぼう / 作曲・編曲 - 千代正行 / 歌 - なぎらけんいち
主題歌と挿入歌を収録したEPレコードは、共にキャニオン・レコード（現・ポニーキャニオン）から発売された。

## 各話リスト
| 話 | 放送日         | サブタイトル                   | 脚本              | 作画監督   |
| -- | -------------- | ------------------------------ | ----------------- | ---------- |
| 1  | 1981年 4月11日 | ドラ太郎・故郷へ帰る           | 高野丈邦 楠葉宏三 | 小川隆雄   |
| 2  | 4月18日        | ドラ太郎・花見を楽しむ         | 千葉茂樹          | 古左小吉重 |
| 3  | 4月25日        | ドラ太郎・兄貴と呼ばれる       | 中村宏            | 小川隆雄   |
| 4  | 5月16日        | ドラ太郎・春風を呼ぶ           | 千葉茂樹          | 小川隆雄   |
| 5  | 5月30日        | ドラ太郎・子守唄をうたう       | 杉山卓            | 小川隆雄   |
| 6  | 6月6日         | ドラ太郎・涙の鯉のぼり         | 中野顕彰          | 小川隆雄   |
| 7  | 6月13日        | ドラ太郎・大志をいだく         | 神山魁三          | 小川隆雄   |
| 8  | 6月20日        | ドラ太郎・さくらの誕生日を祝う | 神山魁三          | 竹内留吉   |
| 9  | 6月27日        | ドラ太郎・夜空に故郷を想う     | 神山魁三          | 小川隆雄   |
| 10 | 7月11日        | ドラ太郎・荒波にのまれる       | 中野顕彰          | 鈴木満     |
| 11 | 7月18日        | ドラ太郎・まごころの相合い傘   | 胡桃哲            | 大坂竹志   |
| 12 | 7月25日        | ドラ太郎・夫婦ちゃわんを買う   | 中野顕彰          | 小川隆雄   |
| 13 | 8月1日         | ドラ太郎・親孝行をする         | 中野顕彰          | 小川隆雄   |

## 放送局
- フジテレビ：土曜 19:30 - 20:00
- 山形テレビ：土曜 19:30 - 20:00[1]
- 仙台放送：土曜 19:30 - 20:00[1]
- 新潟総合テレビ：土曜 19:00 - 19:30[1]
- 富山テレビ：土曜 19:30 - 20:00[2]
- 石川テレビ：土曜 19:30 - 20:00[2]
- 福井テレビ：土曜 19:30 - 20:00[2]